# Porozumienia rzeszowsko-ustrzyckie
Porozumienia rzeszowsko-ustrzyckie – dwa porozumienia zawarte w lutym 1981 między przedstawicielami komunistycznego rządu Polskiej Rzeczypospolitej Ludowej a protestującymi członkami solidarnościowych organizacji rolniczych i wspierającymi ich przedstawicielami NSZZ „Solidarność”. Porozumienia te przyczyniły się do powstania i zarejestrowania NSZZ Rolników Indywidualnych „Solidarność”.

## Historia
Porozumienia sierpniowe, które umożliwiły rejestrację robotniczej „Solidarności”, nie przewidywały wprost zezwolenia na tworzenie rolniczych związków zawodowych. Wymieniały jednocześnie imiennie Jana Kozłowskiego, przywódcę jednej z opozycyjnych grup na wsi, które powstawały od 1978, wśród więźniów politycznych przewidzianych na ich mocy do zwolnienia. Od września 1980 podejmowano różne działania celem legalizacji takich organizacji, na początku 1981 działało w nich między 600 a 900 tysięcy osób. Różne wnioski o rejestrację zostały jednak odrzucone w październiku 1980 decyzją warszawskiego sądu wojewódzkiego.
29 grudnia 1980 w Urzędzie Miasta i Gminy w Ustrzykach Dolnych rozpoczął się strajk okupacyjny. Początkowo dotyczył spraw lokalnych, szybko przekształcił się w protest na rzecz legalizacji rolniczych związków zawodowych. 30 grudnia Sąd Najwyższy odroczył rozprawę odwoławczą dotyczącą rejestracji „Solidarności Wiejskiej”. Następnego dnia wojewódzki komitet założycielski zaplanował na 5 stycznia 1981 strajk okupacyjny Urzędu Wojewódzkiego w Rzeszowie. Jednak już 2 stycznia doszło do okupacji Domu Kolejarza (siedziby rozwiązanej Wojewódzkiej Rady Związków Zawodowych) przez przedstawicieli „Solidarności” domagających się sprawiedliwego podziału majątku po WRZZ. Dołączyli do nich działacze chłopscy, stając się wkrótce głównymi uczestnikami tego protestu. 12 stycznia 1981 funkcjonariusze Milicji Obywatelskiej usunęli siłą uczestników strajku w Ustrzykach Dolnych, którzy wówczas przenieśli się do Rzeszowa. Powstał również plan siłowego usunięcia protestujących z Domu Kolejarza w Rzeszowie (operacja o kryptonimie „Kret”), który ostatecznie nie został zrealizowany.
Trwający przed ponad półtora miesiąca strajk odbywał się w systemie rotacyjnym, jednorazowo brało w nim udział do 400 osób, łącznie uczestniczyło w nim kilka tysięcy osób. Do lokalnych działaczy wkrótce zaczęli dołączać przedstawiciele organizacji chłopskich z innych regionów Polski. Postulaty protestujących aktywnie wspierali przedstawiciele Kościoła katolickiego, w tym prymas Stefan Wyszyński i biskup Ignacy Tokarczuk. Propagowała je również NSZZ „Solidarność”, a 30 stycznia w rozmowach z rządem postulat rejestracji rolniczej „Solidarności” oficjalnie wsparł Lech Wałęsa. Wśród liderów strajku znaleźli się m.in. Jan Kułaj (który został przewodniczącym Ogólnopolskiego Komitetu Strajkowego) i Józef Ślisz. Doradzali im Andrzej Stelmachowski oraz Walerian Pańko, a także Andrzej Gwiazda. W międzyczasie na rzecz legalizacji rolniczego związku zawodowego organizowano demonstracje w innych regionach (w tym w Bydgoszczy i Grójcu), a także przeprowadzono głodówkę w Świdnicy.
Rozmowy między rządem a protestującymi podjęte zostały 1 lutego 1981, jednak nie przynosiły rezultatów. Kolejna masowa demonstracja rolników odbyła się w Warszawie. 10 lutego Sąd Najwyższy postanowił o odmowie rejestracji „Solidarności Wiejskiej”, powołując się na brak regulacji prawnej. Decyzja ta skłoniła przywódców chłopskich do zintensyfikowania rozmów zjednoczeniowych – spotkanie wszystkich najważniejszych grup odbyło się 13 lutego w Bydgoszczy. 16 lutego powrócono do rozmów ze stroną rządową.
18 lutego ostatecznie wynegocjowano treść porozumienia w Rzeszowie, protokół zawierający ustalenia podpisano wkrótce po północy 19 lutego. Ze strony opozycyjnej sygnatariuszami zostało czternastu przedstawicieli Ogólnopolskiego Komitetu Strajkowego (w tym jego przewodniczący Jan Kułaj, a także m.in. Jan Antoł, Artur Balazs, Józef Ślisz i Władysław Żabiński), dwóch przedstawicieli MKZ NSZZ „Solidarność” Rzeszów (Antoni Kopaczewski i Jan Ogrodnik) oraz dwóch przedstawicieli KKP NSZZ „Solidarność” (Lech Wałęsa i Bogdan Lis). Komunistyczną władzę reprezentowało kilkuosobowa komisja rządowa, której przewodniczył wiceminister rolnictwa Andrzej Kacała. 20 lutego o godzinie 6:00 podpisano podobne porozumienie w Ustrzykach Dolnych, lokalny komitet strajkowy reprezentował m.in. jego przewodniczący Michał Pałasz.
W porozumieniach rolnicy uzyskali gwarancje nienaruszalności własności i prawa do dziedziczenia, równość traktowania rolników indywidualnych oraz rolnictwa spółdzielczego, zapewnienie zniesienia ograniczeń w obrocie gruntami rolnymi. Zawarto również szereg postanowień światopoglądowych, m.in. dotyczących swobody w budownictwie sakralnym i dostępu do praktyk religijnych, zadeklarowano też rozbudowę sieci szkół i przedszkoli na terenach wiejskich.
Porozumienia nie zawierały uzgodnień dotyczących zasadniczej kwestii dotyczącej rejestracji rolniczych związków zawodowych, jednak miały istotne znaczenie w tej mierze – podpisanie porozumień z formalnie niezarejestrowaną organizacją świadczył o faktycznym uznaniu jego roli przez władzę. 8 i 9 marca 1981 odbył się w Poznaniu zjazd zjednoczeniowy, na którym powołano NSZZ Rolników Indywidualnych „Solidarność” z Janem Kułajem na czele. Rejestracja nastąpiła ostatecznie 12 maja 1981 przez Sąd Wojewódzki w Warszawie.
Oryginalny egzemplarz porozumień w 2006 przekazano Jasnogórskiej Fundacji Pro Patria Bastion.